# Ctenomys validus
Ctenomys validus là một loài động vật có vú trong họ Ctenomyidae, bộ Gặm nhấm. Loài này được Contreras, Roig, & Suzarte mô tả năm 1977.